# Xiaomi Mi 2A
Xiaomi Mi 2A — смартфон китайської компанії Xiaomi, що є спрощеною версією смартфона Xiaomi Mi 2. Був представлений у квітні 2013 року. 

## Дизайн
Екран смартфону виконаний зі скла. Корпус виконаний з глянцевого пластику.
Знизу знаходяться роз'єм microUSB, мікрофон та отвір для шнуру, а зверху — 3.5 мм аудіороз'єм та другий мікрофон. З лівого боку розташований динамік, а з правого — кнопки регулювання гучності та кнопка блокування. Слот під SIM-картку знаходиться під знімною задньою панеллю.
Mi 2A продавався в 4 кольорах: білому, блакитному, зеленому та жовтому.

## Технічні характеристики

### Апаратне забезпечення
Mi 2A отримав процесор Qualcomm MSM8260A Snapdragon S4 Plus (2×1,7 ГГц) з графічним процесором Adreno 320. Був доступний в конфігурації 1/16 ГБ. Також пристрій має знімний акумулятор об'ємом 2030 мА·год.
Mi 2A використовує екран типу IPS LCD діагоналлю 4.5" з роздільною здатністю HD (1280 × 720), співвідношенням сторін 16:9 та щільністю пікселів 326 ppi.
Смартфон отримав основну камеру з роздільною здатністю 8 Мп, світлосилою f/2.0, автофокусом і можливістю запису відео в роздільній здатності 1080p@30fps. В свою чергу фронтальна камера отримала роздільність 2 Мп та можливість запису відео в роздільній здатності 720p@30fps.

### Програмне забезпечення
Xiaomi Mi 2A був випущений на MIUI V5 на базі Android 4.1.1 Jelly Bean.